# 長鰭鯧鰺
長鰭鯧鰺（学名：Trachinotus goreensis），為輻鰭魚綱鱸形目鱸亞目鰺科鯧鰺屬下的一個種，分布於東大西洋的非洲沿海海域，深度0-100公尺，本魚體粗短呈菱形且側扁，吻圓鈍，口具絨毛狀齒，體上半部為鐵灰色，背部綠色，腹部銀白色，側線明顯，沿側線具有-6個黑色圓斑，魚鰭為黃橙色，背鰭及臀鰭軟條延長，體長可達60公分，棲息在沿海海域及河口區，可做為食用魚。